# NGC 542

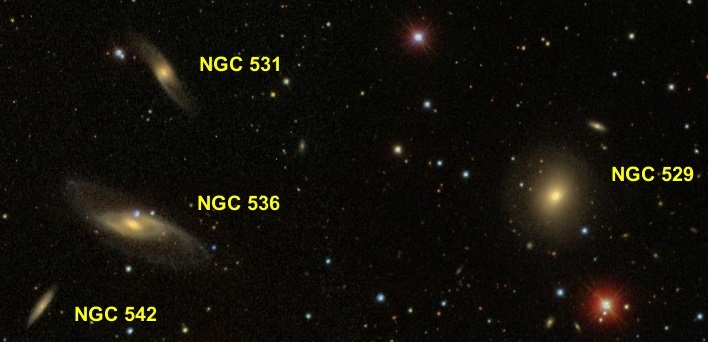
NGC 529, NGC 531, NGC 536 și NGC 542

NGC 542 este o galaxie spirală situată în constelația Andromeda. A fost descoperită în 16 octombrie 1855 de către R. J. Mitchell.